# Sochaczew (comune rurale)
Sochaczew è un comune rurale polacco del distretto di Sochaczew, nel voivodato della Masovia.
Ricopre una superficie di 91,41 km² e nel 2004 contava 8 579 abitanti.
Il capoluogo è Sochaczew, che non fa parte del territorio ma costituisce un comune a sé.
All'interno di questo comune rurale è compresa anche la frazione di Żelazowa Wola che ha dato i natali al celebre compositore Fryderyk Chopin e al grande violinista Henryk Szeryng.